# Księga Daniela
Księga Daniela [Dn] – (hebr. דניאל Daniel) księga zaliczana do Pism (Ketuwim) Biblii hebrajskiej oraz ksiąg prorockich chrześcijańskiego Starego Testamentu. Jej autorstwo przypisuje się tradycyjnie Danielowi. Czas jej powstania datuje się obecnie na okres od połowy VI wieku po 164 rok przed Chrystusem. Księga została zredagowana częściowo w języku hebrajskim, a częściowo w aramejskim. Dwa ostatnie rozdziały tej księgi, według katolickiego i prawosławnego kanonu, zostały napisane w języku greckim i nie są uznawane za natchnione przez judaizm i protestantyzm. Treść księgi wiąże się z postacią proroka Daniela, żyjącego na dworze babilońskim i perskim na przełomie VII i VI wieku p.n.e. Składa się na nią osiem opowiadań o Danielu i cztery jego wizje.

## Osoba Daniela

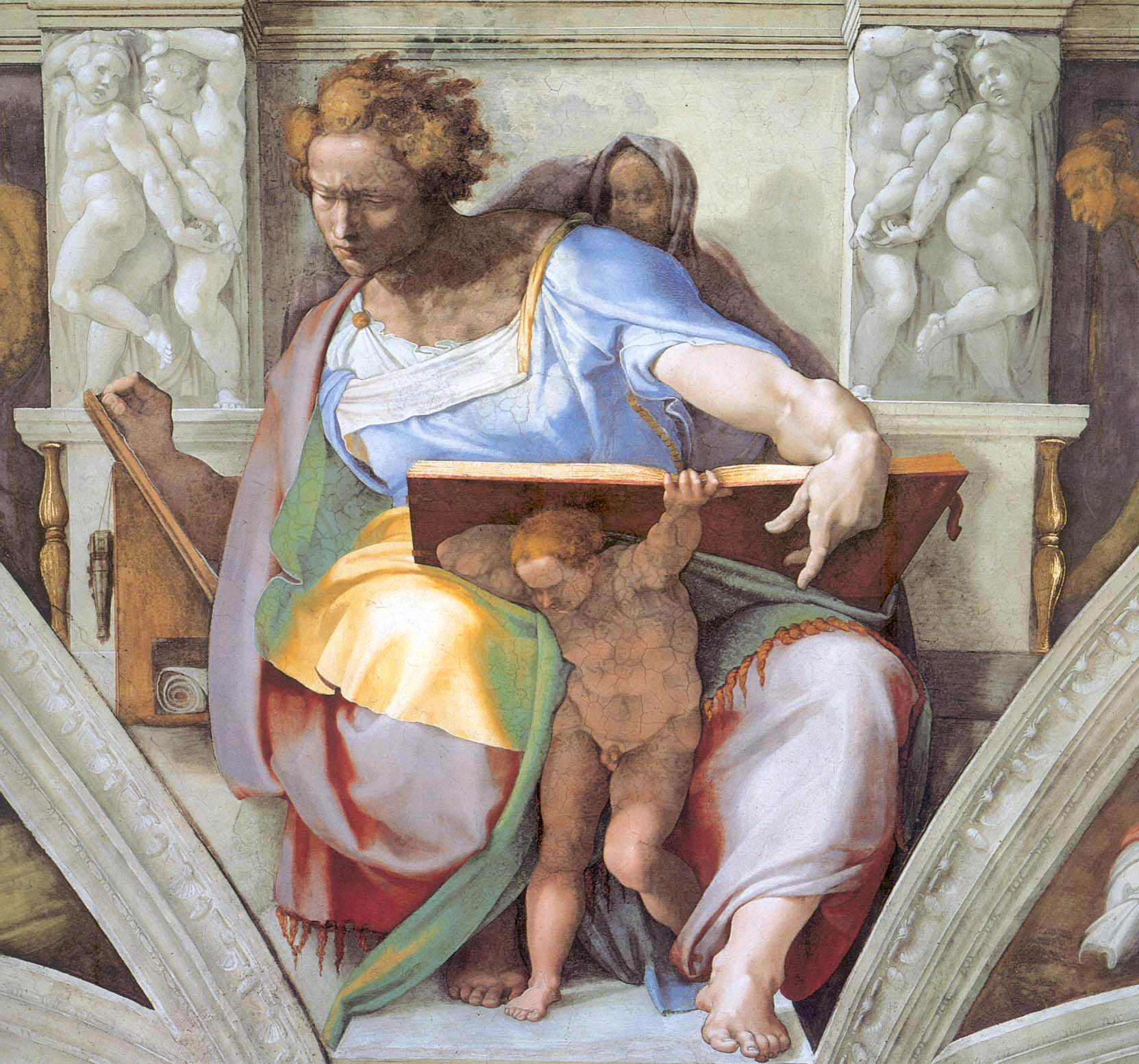
Prorok Daniel Michała Anioła

Głównym bohaterem Księgi jest Daniel (Dānijjē’l – moim sędzią jest Bóg). Według Informacji zawartych w samej księdze Daniel pochodził z rodu królewskiego i był jednym z młodzieńców judzkich deportowanych przez Nabuchodonozora do Babilonii. Jako człowiek dobrze urodzony został przeznaczony do służby na dworze królewskim (najpierw babilońskim, a po upadku imperium babilońskiego perskim), gdzie dzięki mądrości i posiadanym zdolnościom, zwłaszcza umiejętności wyjaśniania snów dochodził do coraz wyższych godności i zaszczytów, zajmując z czasem najwyższe stanowiska. Nie sposób rozstrzygnąć, czy Daniel jest postacią historyczną, wokół której narosła obszerna literatura, czy też postacią legendarną.
Imię Daniel pojawia się również w innych księgach biblijnych. U proroka Ezechiela Daniel jest przywoływany wraz z Noem i Hiobem jako wzór człowieka sprawiedliwego oraz na innym miejscu jako przykład mędrca. Imię Daniel występuje też w literaturze pozabiblijnej: w tekstach z Mari (Da-ni-el) czy Ugarit (Dan(i)-ilu – moim sędzią jest El), gdzie pojawia się król Daniel, sprawiedliwy sędzia: „ten który sądzi sprawę wdowy, ten który rozpatruje sprawę sieroty”. Poza sytuacjami, gdy imię Daniel odnosi się do postaci demonów lub aniołów, występuje w literaturze Bliskiego Wschodu jako postać legendarna, wzór człowieka sprawiedliwego i mądrego.

## Miejsce w kanonie
W kanonie Biblii Hebrajskiej Księga Daniela znajduje się w ostatniej części, czyli wśród Pism (ketûbîm), a nie wśród Proroków. Wydaje się, że przyczyną takiego umieszczenia księgi była późna data jej ostatecznej redakcji – gdy zbiór pism prorockich był już zamknięty. Przemawia za tym brak wzmianek o Danielu w Księdze Syracha pochodzącej z końca II wieku p.n.e., która wymienia: Izajasza, Jeremiasza, Ezechiela i Dwunastu Proroków, co może świadczyć o zamkniętym zbiorze pism prorockich w tym czasie. W większości manuskryptów hebrajskich Księga Daniela znajduje się pomiędzy Księgą Estery a księgami Ezdrasza i Nehemiasza, a w nielicznych przed Księgą Estery.
Pomimo włączenia Księgi Daniela do Pism, już w starożytności była uważana za pismo prorockie, a sam Daniel był określany mianem proroka. Za proroka uważa Daniela m.in. Józef Flawiusz. Prawdopodobnie z tego względu w Biblii Greckiej księga została zaliczona do proroków większych. W większości rękopisów greckich jest umieszczona po Księdze Ezechiela, ale wcale nierzadko przed Księgą Ezechiela, a nawet przed Księgą Izajasza. W Wulgacie oraz we współczesnych edycjach Biblii jest umieszczana po Księdze Ezechiela, a przed dwunastoma prorokami mniejszymi.

## Rękopisy

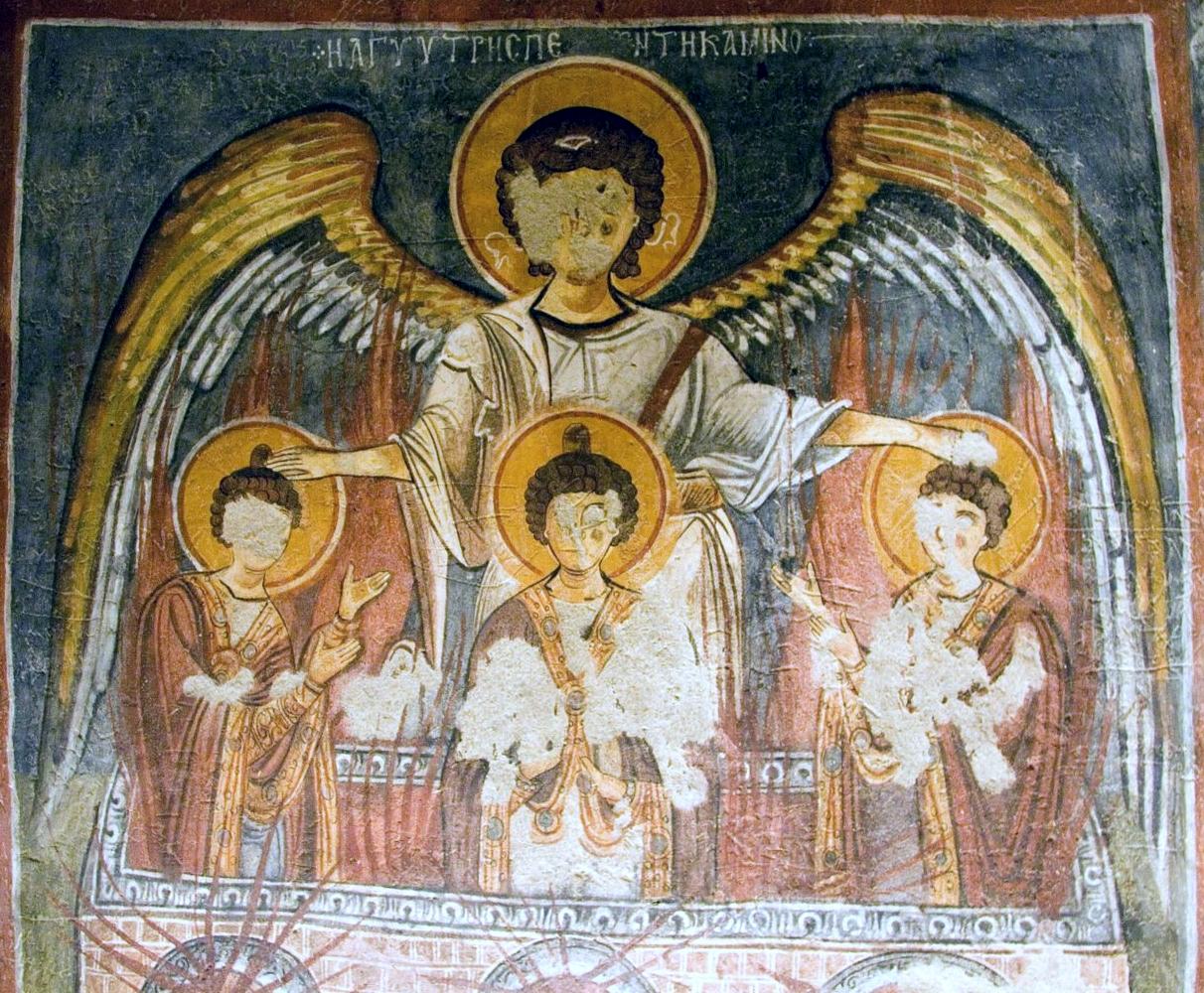
Trzej młodzieńcy w piecu ognistym, XII-XIII wiek

Podstawą większości współczesnych edycji Księgi Daniela jest tekst masorecki (TM) wydany w oparciu o pochodzący z lat 1008–1009 po Chr. Kodeks Leningradzki. W Kumran odkryto osiem fragmentarycznie zachowanych manuskryptów Księgi Daniela pochodzących z czasów, kiedy powstała ostateczna redakcja księgi – najstarszy z końca II wieku p.n.e.. Teksty z Qumran zasadniczo potwierdzają tekst masorecki, istniejące różnice dotyczą w większości ortografii i morfologii.
Rękopisy greckie różnią się od masoreckich przede wszystkim dodatkami:
- Modlitwą Azariasza i pieśnią trzech młodzieńców (3,24–90),
- Opowiadaniem o Zuzannie (13,1–64),
- Opowiadaniem o Belu i wężu (14,1–46).

Te dodatki nie weszły do kanonu hebrajskiego i zostały odrzucone po rewizji kanonu przez protestantów. Najstarszy rękopis grecki Septuaginty (LXX) zawierający fragmenty Księgi Daniela pochodzi z połowy III wieku n.e. Kolejny fragment pochodzi z V wieku. Jedyny pełny kodeks, Codex Chisianus, będący rewizją tekstu greckiego dokonaną przez Orygenesa, jest datowany na IX–XI wiek. Zachował się też odnaleziony w 1931 roku Papirus 967, zawierający Księgę Daniela w wersji LXX z okresu sprzed powstania Hexapli. W przedmowie do Księgi Hieronim pisał: Kościoły Pana i Zbawiciela nie czytają proroka Daniela według Siedemdziesięciu Tłumaczy (tj. LXX), ale używają wersji Teodocjona. Dlaczego to się stało nie wiem… lecz to muszę stwierdzić, że różni się ono (LXX) bardzo od prawdy (tj. tekstu hebrajskiego i aramejskiego) i dlatego słusznie zostało odrzucone. Przekład Teodocjona jest rzeczywiście o wiele dokładniejszy. Pochodzi prawdopodobnie z I wieku po Chr. i zachował się w wielu manuskryptach.
Tłumaczenie starołacińskie (Vetus Latina) jest znane jedynie z cytatów pisarzy wczesnochrześcijańskich i opiera się na przekładzie Teodocjona. Wulgata Hieronima została przełożona z hebrajskiego i aramejskiego, sporadycznie odwołuje się do Teodocjona. Podobnie z hebrajskiego i aramejskiego przełożona była syryjska Peszitta.

## Układ księgi
| Opowiadania                                                        | |                                            |
| 1,1–21                                                             | Opowiadanie o Danielu i 3 młodzieńcach na dworze królewskim – Daniel i jego towarzysze przygotowują się do służby. Odmawiają spożywania potraw i wina królewskiego, żywiąc się jedynie jarzynami, a Bóg sprawia, że wyglądają lepiej niż inni młodzieńcy. | hebrajski                                  |
| 2,1–49                                                             | Sen Nabuchodonozora o posągu – Daniel opowiada Nabuchodonozorowi jego sen, w którym posąg zbudowany z różnych materiałów zostaje roztrzaskany przez kamień oderwany od góry. Podaje też wytłumaczenie: różne, coraz gorsze, materiały, z których zbudowany jest posąg, oznaczają kolejne królestwa. Kamień, roztrzaskujący na końcu posąg, to wieczne królestwo Boga, które nadejdzie na końcu czasów. | aramejski, początkowe 4 wiersze hebrajskie |
| 3,1–30                                                             | Trzej młodzieńcy w piecu ognistym – Nabuchodonozor buduje posąg i nakazuje oddać mu hołd. Za odmowę trzej młodzieńcy zostają wrzuceni do rozpalonego pieca. W piecu śpiewają pieśń na chwałę Boga. Ogień nie robi im krzywdy. | aramejski, fragment grecki 3,24–90         |
| 3,31–4,34                                                          | Sen Nabuchodonozora o drzewie – Nabuchodonozor ma sen o drzewie, które się rozwija, a następnie zostaje zniszczone. Daniel wyjaśnia sen królowi. Jeżeli nie ukorzy się i nie uzna, że Bóg jest Panem wszystkich królestw, panowanie będzie mu odebrane do czasu nawrócenia. Sen spełnia się. | aramejski                                  |
| 5,1–6,1                                                            | Uczta Baltazara – W czasie uczty król Baltazar nakazuje wznieść toast naczyniami zabranymi ze świątyni jerozolimskiej. Na ścianie pojawia się tajemniczy napis. Daniel wyjaśnia, że wskutek pychy króla Bóg wyznaczył kres jego panowaniu. Tej samej nocy król Baltazar zostaje zabity. | aramejski                                  |
| 6,2–29                                                             | Daniel w jaskini lwów – Oskarżony wobec króla Daniel zostaje wtrącony do jaskini lwów i cudownie ocalony. | aramejski                                  |
| Wizje                                                              | |                                            |
| 7,1–28                                                             | Wizja 4 bestii i jakby Syna Człowieczego – Cztery bestie wychodzą z morza. Postać jakby Syna Człowieczego przybywa z obłokami, odbywa sąd i niszczy bestie, a Bóg oddaje jej władzę nad światem. | aramejski                                  |
| 8,1–27                                                             | Wizja barana i kozła – Dzieje imperium perskiego, Aleksandra Macedońskiego i jego następców. Występuje Antioch IV Epifanes, bezcześci świątynię i prześladuje wiernych Bogu. | hebrajski                                  |
| 9,1–27                                                             | Proroctwo o 70 tygodniach – Interpretacja proroctwa Jeremiasza o 70 tygodniach (jako 70 latach) spustoszenia Jerozolimy. Zapowiedź zniszczenia zła i nadejścia wieku sprawiedliwości. | hebrajski                                  |
| 10,1–12,13                                                         | Wizja dotycząca historii i wydarzeń końca dni – Objawienie anioła: przegląd historii od imperium medyjskiego po Antiocha IV Epifanesa. Zapowiedź zmartwychwstania i powszechnego zbawienia. | hebrajski                                  |
| Dodatki deuterokanoniczne (nieuznawane przez Żydów i protestantów) | |                                            |
| 13,1–64                                                            | Opowiadanie o ocaleniu Zuzanny – Zuzanna, żona Joakima zostaje fałszywie oskarżona przez dwóch starców i ocalona przez Daniela. | grecki                                     |
| 14,1–42                                                            | Opowiadanie o Belu i wężu – Daniel demaskuje kapłanów bożka Bela i zabija węża czczonego przez Babilończyków. | grecki                                     |

## Wielojęzyczność księgi
Księga Daniela została zredagowana w trzech językach: hebrajskim, aramejskim i greckim. Tekst podstawowy w hebrajskim i aramejskim, przy czym pierwsze opowiadanie i początek drugiego (do wiersza 4a) po hebrajsku, następne pięć opowiadań i wizja z rozdziału 7. po aramejsku, a kolejne wizje (rozdziały 8–12) znowu po hebrajsku. Istnieje kilka hipotez próbujących wyjaśnić ten szczególny fenomen:
- Księga została napisana przez jednego autora w dwóch językach. Część aramejska dotyczy pogańskiej historii Babilonii, a hebrajska – Izraela i czasów ostatecznych. Autor świadomie przeszedł w rozdziale 2. na aramejski[10][11].
- Cała księga została napisana po hebrajsku, a część aramejska powstała dla czytelników nieznających hebrajskiego. Część hebrajskiego tekstu zaginęła i została zastąpiona przekładem aramejskim[12].
- Cała księga została napisana w języku aramejskim, a jej część została przetłumaczona na hebrajski, aby mogła być włączona do kanonu[13].
- Zjawisko dwujęzyczności jest efektem włączenia starszego materiału aramejskiego do księgi, która w ostatecznym etapie została skomponowana po hebrajsku[14].

Rozdziały 13. i 14. oraz fragment rozdziału 3. obejmujący wiersze od 24. do 90. zachowały się jedynie w rękopisach greckich u Teodocjona i w Septuagincie.

## Tło historyczne
| Królowie babilońscy                   | Królowie perscy            | Królowie perscy            |
| Nabuchodonozor (605–562)              | Cyrus II Wielki (550–530)  | Dariusz II (423–404)       |
| Ewil-Merodak (562–560)                | Kambyzes II (530–522)      | Artakserkses II (404–358)  |
| Newigilissar (560–556)                | Dariusz I Wielki (522–486) | Artakserkses III (358–338) |
| Labaszimarduk (556)                   | Kserkses I (486–465)       | Artakserkses IV (338–336)  |
| Nabonid (556–539)                     | Artakserkses I (465–424)   | Dariusz III (335–331)      |
| Baltazar (zarządca Babilonii 549–539) | Kserkses II (423)          |                            |

W VIII wieku p.n.e. Królestwo Izraela podbili Asyryjczycy, czyniąc z niego prowincję swego imperium, a południowe Królestwo Judy sprowadzili do roli państwa wasalnego. Pod koniec VII wieku, król Medów Kyaksares w koalicji z Babilończykami zdobył stolicę Asyrii – Niniwę, rozbijając całkowicie imperium asyryjskie. Ostatecznie na gruzach Asyrii to nie Medowie, lecz Babilończycy powołali do życia nowe imperium utworzone przez króla Nabuchodonozora. W 587 roku definitywnie zlikwidował on Królestwo Judy, przesiedlając znaczne rzesze Judejczyków do Babilonii. Potęga Babilonii za jego następców szybko podupadła. W 539 roku Cyrus Wielki, który wcześniej podbił Medię i ogłosił się królem Medów i Persów, zdobył Babilon, obalając ostatniego króla babilońskiego Nabonida i jego syna Baltazara. Królestwo perskie istniało dwa stulecia. W 331 roku Aleksander Wielki poddał ziemie należące do państwa perskiego pod panowanie Greków. W wyniku wojen diadochów Palestyna znalazła się w III wieku pod panowaniem greckiej dynastii Ptolemeuszów władających z Aleksandrii. W 200 roku, po bitwie pod Panion przeszła pod panowanie dynastii Seleucydów mających stolicę w Antiochii. Większość deportowanych przez Nabuchodonozora Żydów, po roku 539 wróciła za zgodą Cyrusa do ojczyzny. Pod panowaniem władców perskich a potem ptolemejskich Żydzi cieszyli się pewną autonomią polityczną i wolnością religijną. Dopiero Antioch IV Epifanes z powodów politycznych i kulturowych dążący do zhellenizowania Żydów starał się zmusić ich do porzucenia dawnej religii i przyjęcia pogańskiej. Jego polityka doprowadziła do krwawych prześladowań i wybuchu powstania żydowskiego, o którym opowiadają Księgi Machabejskie. Konflikt między religią żydów a pogańskimi religiami rządzących nimi władców to główny temat Księgi Daniela. Jest jednak ukazany z Bożej perspektywy – jako zapowiedziany od dawna i dopuszczony przez Boga, który jest Panem historii: usuwa królów i ustanawia królów (Dn 2,21).

## Gatunek literacki
Haggada: wykorzystana w rozdziałach 1–6 oraz 13 i 14 bierze swą nazwę od pochodzącego z Miszny hebrajskiego słowa haggādâ znaczącego dosłownie opis, narracja. Termin stosuje się na oznaczenie opowieści mającej słaby związek z historią lub pozbawionej w ogóle historycznych odniesień, której celem jest udzielenie pouczenia moralnego. Przy czym większość uczonych uznaje opowiadania występujące w Dn 1–6 za opowiadanie dworskie – opowiadania o dworzanach lub doradcach królewskich, których akcja toczy się na dworze królewskim. Ich bohaterowie doświadczają przygód, intryg i niebezpieczeństw, ale ostatecznie odnoszą sukces. Opowiadania ujawniają ich mądrość i zdolności, jednocześnie służąc jako forma przekazu specjalnego przesłania, którego udziela dworzanin w postaci mowy lub interpretacji snu. Konstrukcja opowiadania wygląda następująco: bohater cieszy się uznaniem, następnie wskutek zmowy lub intrygi grozi mu niebezpieczeństwo, zostaje skazany na śmierć lub wtrącony do więzienia, zostaje jednak ocalony, jego mądrość jest powszechnie uznana, a on sam awansuje na wyższe stanowisko. Poza Księgą Daniela opowiadanie dworskie występuje w Biblii w opowieściach o Józefie (Rdz 37–51) i o Esterze (Księga Estery), poza Biblią w Opowieści o Ahikarze, u Herodota np. w opowieści o Krezusie na dworze króla Kambyzesa.
Apokalipsa: drugi z gatunków zastosowany w rozdziałach 7–12 tworzą tajemnicze objawienia przekazywane w postaci fantastycznych wizji lub za pośrednictwem aniołów, a dotyczących zarówno wydarzeń z przeszłości, współczesnej historii, jak i eschatologicznych wydarzeń końca czasów. Ponieważ objawienia są zwrócone do sławnych postaci z odległej przeszłości opisywane w nich proroctwa przedstawiane są jako dotyczące wydarzeń przyszłych. Są one jednak jednocześnie proroctwem w tym sensie, w jakim są nimi dla czytelników, którzy stykają się z nimi już po ich zaistnieniu – ponieważ podają Bożą interpretację dziejów.
Peszer midrasz: Rozdział 9 należy przyporządkować do gatunku literackiego peszer midrasz, a więc jego główna rola jest interpretacyjno-tłumacząca. Samo słowo peszer w hebrajskim Starym Testamencie występuje wyłącznie w aramejskich fragmentach Księgi Daniela. Dokonuje się zinterpretowanie 70 tygodni o których mówi prorok Jeremiasz (Jr 25,11; 29,10) jako 70 tygodni lat.  Prorocki okres 70 tygodni lat, podzielony jest na 3 okresy - 7+62+1 i łącznie określa przedział czasu od proroctwa Jeremiasza (587 przed Chr.) do śmierci Arcykapłana Oniasza III (171 przed Chr.) W Dn 9,24 wymieniane są zapowiedzi błogosławieństw czasów mesjańskich - pokonania zła, pojednania ludzi z Bogiem itd..

## Data powstania

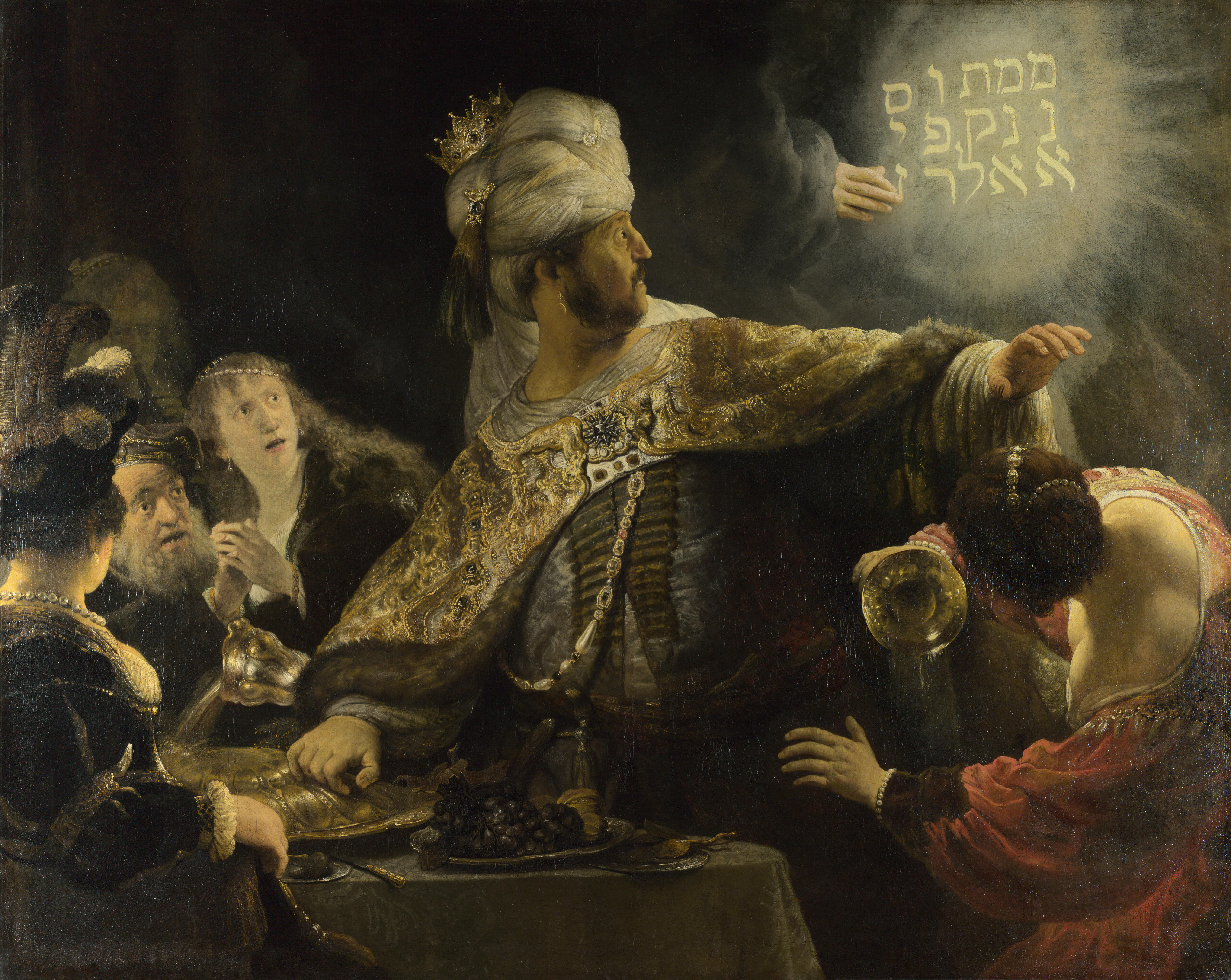
Uczta Baltazara, Rembrandt

Porfiriusz był pierwszym, który kwestionował autorstwo Księgi Daniela, uważając, że spisano ją po okresie prześladowań z czasów Antiocha Epifanesa, stąd określenie czasu powstania Księgi Daniela rodzi niemałe problemy. Na część trudności wskazano wyżej, Księga:
- jest dwujęzyczna
- składa się z sekwencji dwóch różnych gatunków literackich: opowiadań i wizji apokaliptycznych
- z jednej strony nawiązuje do okresu wygnania i niewoli, z drugiej do prześladowań Antiocha IV Epifanesa.

Oprócz wymienionych trzeba wskazać na inne jeszcze trudności:
W opowiadaniach żywa jest jeszcze propaganda polityczna przeciwko Nabonidowi z połowy VI wieku, a jednocześnie w odróżnieniu od wizji Daniela opowiadania nie zawierają żadnych aluzji do czasów Machabeuszów ani Antiocha Epifanesa.
Pomimo że akcja opowiadań rozgrywa się na dworze królów perskich i babilońskich, autor dość swobodnie traktuje chronologię tego okresu:
- Wedle Dn 1,1 Nabuchodonozor uprowadził Żydów do Babilonu w trzecim roku panowania króla Jojakima, czyli w 606 roku. Nabuchodonozor objął władzę po zwycięstwie pod Karkemisz w 605 roku i dopiero po tym wydarzeniu skierował swą ekspansję na południe. Poza Księgą Daniela nie mamy informacji o tak wczesnym przesiedleniu Żydów. Wedle pozostałych źródeł pierwsze zdobycie Jerozolimy nastąpiło dopiero w 598/7 roku.
- W Dn 5 Baltazar jest przedstawiany jako syn Nabuchodonozora. W rzeczywistości po krótkich rządach następców Nabuchodonozora: Ewil-Merodaka (562–560), Newigilissara (560–556) i Labaszi-Marduka (556) tron objął uzurpator Nabonid (556–539). Baltazar, który był jego synem, nie pochodził nawet z rodu Nabuchodonozora. Nigdy nie był też królem. W zastępstwie ojca, który z powodu spisku opuścił Babilon i przez 10 lat rządził państwem z Temy, Baltazar zarządzał jedynie Babilonem jako książę i następca tronu.
- Po Baltazarze jako władca pojawia się Dariusz Med (Dn 5,30–6,1). Medowie nigdy jednak nie panowali w Babilonii. Przed upadkiem imperium chaldejskiego zostali podbici przez króla Persów Cyrusa Wielkiego (w 550 roku), który w 539 roku zdobył również Babilon.
- Informacja z Dn 6,2 o licznych satrapach króla Dariusza odnosi się do następcy Cyrusa Dariusza I (522–486), który ustanowił w swym królestwie 120 satrapów. Dariusz I w okresie swego panowania udaremnił dwie rebelie babilońskich pretendentów do tronu i być może te właśnie wydarzenia zostały przywołane w księdze w postaci króla Dariusza Meda.

Podobnych nieścisłości jest w tekście Księgi więcej.
Odmiennie od wydarzeń z epoki babilońskiej i perskiej wydarzenia z okresu panowania Seleucydów zawarte w wizjach 7–12 są przedstawione bardzo dokładnie. Autor zna fakt zbezczeszczenia świątyni w Jerozolimie przez Antiocha Epifanesa w grudniu 167 roku, 2 kampanie Epifanesa przeciwko Egiptowi, powstanie Akry. Jednocześnie nie wie już nic o oczyszczeniu świątyni ani o okolicznościach śmierci Antiocha Epifanesa pod koniec 164 roku.
Prowadzi to obecnie uczonych do różnych prób odpowiedzi na pytanie o czas powstania Księgi i jej autora:
- Wedle najstarszego poglądu, uznawanego powszechnie przez Ojców Kościoła oraz pisarzy i uczonych chrześcijańskich do początków XIX wieku, Księgę napisał prorok Daniel lub ktoś z jego najbliższego otoczenia w VI wieku. Współcześni badacze stojący na tym stanowisku istnienie w tekście nieścisłości historycznych oraz proroctw dotyczących wydarzeń politycznych z połowy II wieku p.n.e. przypisują działalności redaktora opracowującego tekst Księgi pomiędzy 167 a 164 rokiem ( vaticinium ex eventu)ref>Wśród nowszych autorów E.J. Young (A Commentary on Daniel, Grand Rapids 1949), C. Schedl (Historia Starego Testamentu, t. 5, Tuchów 1996, s. 76–78). Za M. Parchem: Księga Daniela. Komentarz. s. 54..
- Różnice pomiędzy opowiadaniami a wizjami, dotyczące języka, znajomości realiów historycznych a przede wszystkim stosunku do obcych władców i wyznawanej przez nich religii, skłoniły część uczonych do przyjęcia, że Księga powstała w dwóch etapach. Najpierw w okresie życzliwych Żydom królów perskich, albo co bardziej prawdopodobne za Ptolemeuszów, kiedy pamięć o czasach niewoli babilońskiej już się zatarła, powstały opowiadania przedstawiające karierę żydowskiego mędrca na dworze pogańskich władców, niebezpieczeństwa, na jakie był wystawiony, i ratunek w Bogu. Natomiast pomiędzy 167 a 164 rokiem w okresie prześladowań żydów ze strony Antiocha IV Epifanesa powstały wizje głoszące kres wszelkich pogańskich królestw i nastanie królestwa Bożego. Wtedy też opowiadania i wizje miały zostać połączone w jedną całość[25].
- Wedle kolejnego poglądu Księga powstała pomiędzy 167 a 164 rokiem, a jej autor wykorzystał przy pisaniu tradycje ustne lub pisane dotyczące proroka Daniela pochodzące z VI wieku. Tłumaczy to nieścisłości historyczne znajdujące się w opowiadaniach i miejsce Księgi wśród Pism w Biblii Hebrajskiej[26].

## Przesłanie księgi
Księga Daniela została napisana w celu zachęcenia Żydów, by pozostali wierni religii przodków, w czasie gdy stanęli wobec pokusy światowej kultury hellenistycznej, która była nierozłącznie związana z religią pogańską, a jednocześnie doświadczali krwawych prześladowań mających zmusić ich do porzucenia Prawa Mojżeszowego. Z tego powodu autor wykazuje wyższość mądrości Boga Izraela nad mądrością pogan i ukazuje Jego wielką moc zdolną wybawić Jego wiernych z rąk prześladowców. Autor Księgi Daniela przekazuje przesłanie dla wierzących wszystkich czasów, że Bóg jest Panem dziejów, który wykorzystuje powstanie i upadek narodów jako przygotowanie do ustanowienia swego królestwa.
Księga Daniela ma wielkie znaczenie dla dalszego rozwoju apokaliptyki żydowskiej i chrześcijańskiej. Nauczanie dotyczące aniołów i ich roli w przekazywaniu woli Bożej wniosło istotny wkład w rozwój angelologii rabinicznej i wczesnochrześcijańskiej. Niezwykle istotne jest też nauczanie Daniela na temat zmartwychwstania umarłych (Dn 12,2). Osobne znaczenie uzyskały słowa Daniela o Synu Człowieczym, przychodzącym na obłokach nieba (Dn 7,13), które w niedługim czasie miały uzyskać interpretację mesjańską, stając się  „ulubionym wyrażeniem stosowanym przez Jezusa w odniesieniu do samego siebie”.

## Księga Danielaw sztuce

### Literatura

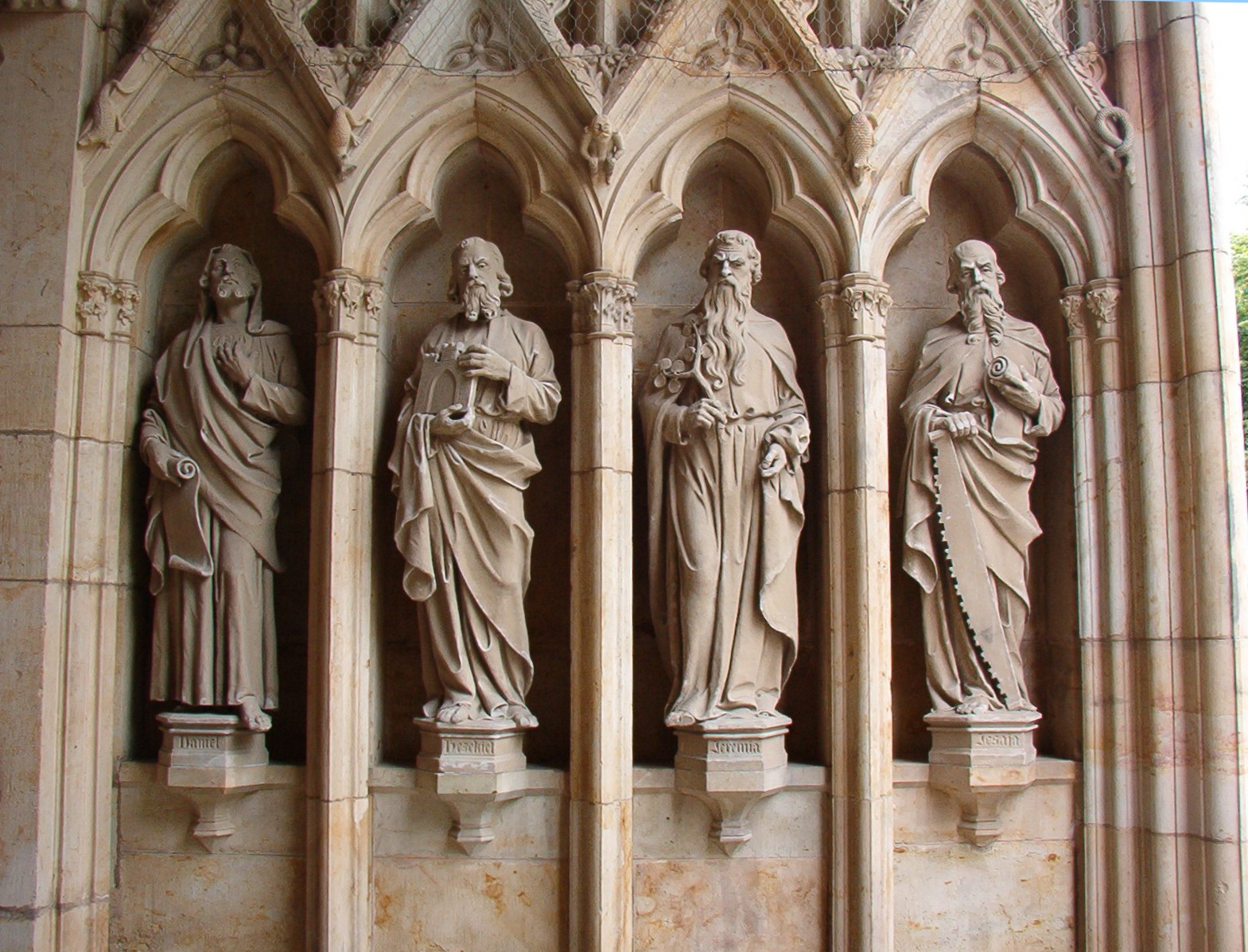
Czterech proroków większych: Daniel, Ezechiel, Jeremiasz i Izajasz

- Jedna z pierwszych wierszowanych parafraz księgi, niezwykle popularnych w średniowieczu pochodzi z VII wieku z Anglii.
- Zachował się również średniowieczny dramat Ordo prophetarum, w którym występuje Daniel.
- W 1634 Pedro Calderon napisał dramat La cena de Baltasar.
- W 1671 została wydana niemiecka tragikomedia Der Siegende Hofman Daniel.
- W 1782 w zbiorze Sacred Drams ukazał się dramat autorki H. More Daniel i Belshazzar.
- W 1815 w Hebrew Melodies G.G. Byrona Vision of Belshazzar.
- W 1822 H.H. Milman wydał sztukę Belshazzar.
- W 1828 ukazała się sztuka R.E. Landora Impious Feast.
- W 1858 romantyczną tragedię Baltasar napisał G. Gomez de Avellaneda.
- W 1920 poemat The Daniel Jazz wydał V. Lindsay.
- w literaturze polskiej
  - Około 1562 roku Jan Kochanowski napisał poemat Zuzanna.
  - Parafrazy Dn 13 dokonali w swych wierszach poeci romantyczni: Adam Mickiewicz (Bakczysaraj), Juliusz Słowacki (Paryż), Cyprian Kamil Norwid (Vanitas vanitatis).
  - W 1907 roku w dwa tygodnie po śmierci Stanisława Wyspiańskiego został wydany jego dramat Daniel[29].
  - Poemat Jana Kasprowicza Baltazar z cyklu Z motywów biblijnych.

### Malarstwo i rzeźba
- Daniel w jaskini lwów i trzej młodzieńcy w piecu ognistym występują często na freskach w katakumbach jako ilustracja siły wiary w niebezpieczeństwie śmierci.
- Podobnie często jest przedstawiana w sztuce wczesnochrześcijańskiej Zuzanna modląca się, osaczona przez oskarżycieli, stając się typem męstwa i wiary w obliczu niebezpieczeństw do czasu zakończenia prześladowań w IV wieku.
- W sztuce wczesnego średniowiecza (IV–VI wiek) postać Daniela często pojawia się jako płaskorzeźba na sarkofagach i w świątyniach.
- W późniejszym okresie na portalu katedry w Chartres (ok. 1225), w tzw. studni Mojżesza C. Slutera (1395–1406, obecnie w muzeum w Dijon).
- Z kolei Baltazar w rzeźbach portalowych w Vezelay (XII w.), Amiens i Magdeburgu (XIII w.) jest przedstawiany jako zapowiedź antychrysta.
- Daniel pojawia się też w średniowiecznym malarstwie miniaturowym, np. w Apokalipsie Sewera z XI wieku (Paryż, Biblioteka Narodowa).
- Ilustracją Daniela w jaskini lwów jest kompozycja G. Berniniego (1650) w Capella Chigi w kościele S. Maria del Popolo w Rzymie – w jednej z nisz siedzi prorok Daniel z lwem u stóp, w drugiej anioł trzyma za włosy proroka Habakuka.
- Rzeźba Daniel i lew Berniniego (1655) znajduje się też w Muzeach Watykańskich.
- Postać Daniela wymalował na sklepieniu Kaplicy Sykstyńskiej Michał Anioł (1511).
- Tintoretto namalował Daniela uratowanego przez anioła i Trzech młodzieńców w piecu ognistym (1577/8) w Scuola Grande di San Rocco w Wenecji.

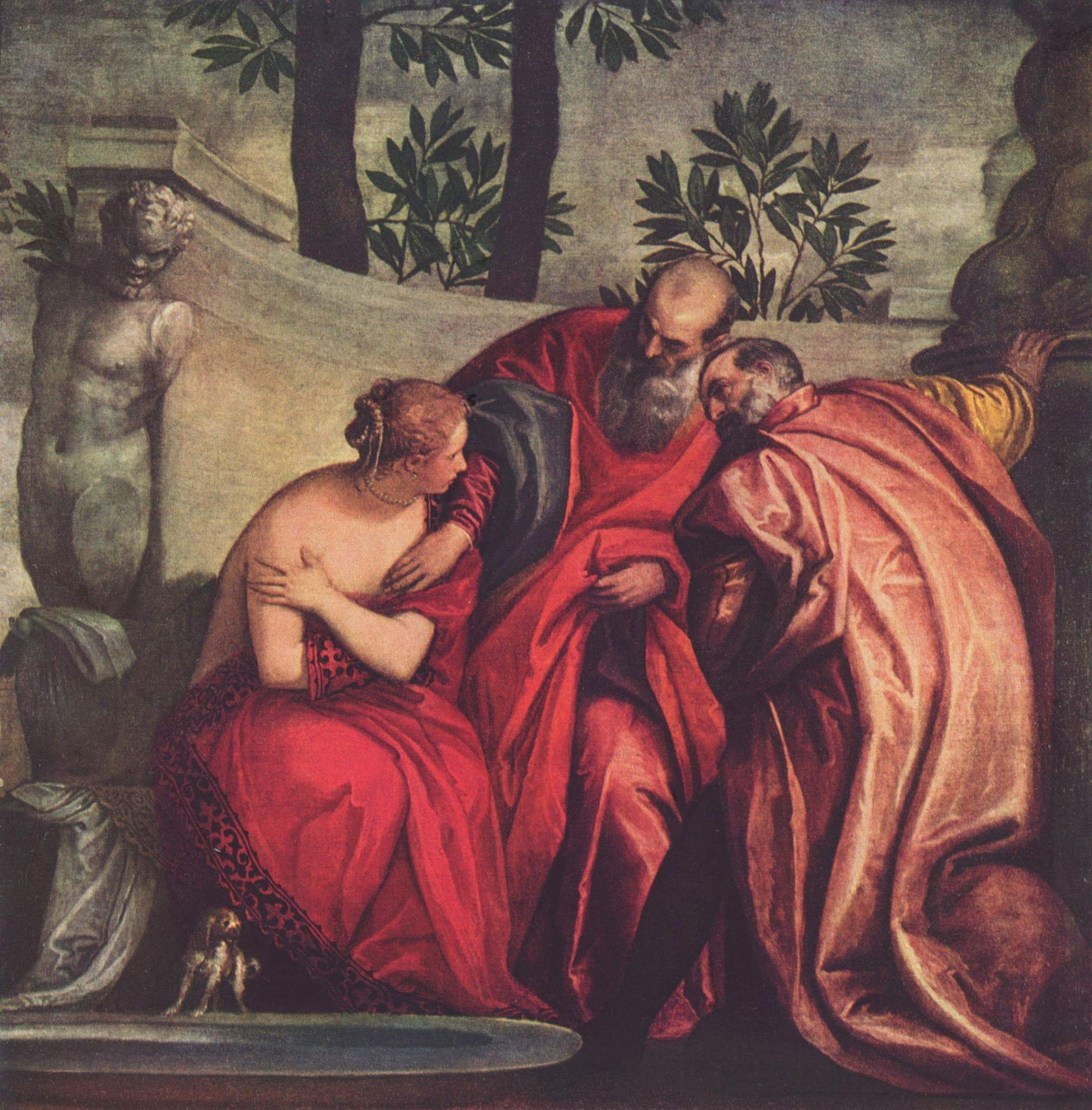
Zuzanna i starcy P. Veronesego

- Do najsłynniejszych obrazów nawiązujących do Księgi Daniela należą Rubensa Daniel w jaskini lwów (ok. 1615) i Uczta Baltazara Rembrandta (ok. 1635).
- Cykl fresków o śnie Nabuchodonozora namalował Guido Reni (pocz. XVII w.) w bazylice S. Maria Maggiore w Rzymie.
- Inne: Wypędzenie króla Nabuchodonozora G. van Troyesa (1641), Nabuchodonozor W. Blake’a (1795), Daniel w jaskini lwów E. Delacroix, w Polsce W. Ślendziński (1859).
- Szczególnym powodzeniem w malarstwie nowożytnym cieszył się temat Zuzanny podglądanej przez starców. Malowali ją: Pinturicchio (1493–1495), A. Altdorfer (1526), L. Lotto (1517), J. Bassano (1571), Tintoretto (1560–1562), Rubens (dwa obrazy: 1607/8, 1609/10), P. Veronese, Guercino (1617), G. Reni (1620), A. van Dyck (1621), Rembrandt (1647), J.B. Santerre (1704)[29].

### Muzyka
- Ludus Danieli z opactwa Beauvais we Francji z XII wieku.
- Na motywach Księgi Daniela jest oparta opera A. Caldary wystawiona w 1731 roku, oratorium Il cantico de’tre faniciulli J.A. Hasse’a (1734) oraz oratorium G.F. Händla Belshazzar (1745).
- Uczta Baltazara z Dn 5 stała się też inspiracją dla oratorium W. Waltona Belshazzar’s Feast (1931)[29].
- Opera Zygmunta Krauzego Balthazar z roku 2001.